# Алексеевка (Чернавское сельское поселение)
Алексеевка — посёлок в Панинском районе Воронежской области.
Входит в состав Чернавского сельского поселения.

## География
Посёлок расположен в центральной части бывшего Красноновского сельского поселения. По территории посёлка протекает безымянный ручей.
В нём имеется одна улица — 1 Мая.

## История
В 1929 году сюда, на пустое место, приехали первые переселенцы из соседнего Верхнехавского района, в том числе Полуэкт Александрович. Это чудное имя дал ему при крещении поп – за то, что дед Александр Поликарпович при крещении новорожденного сына что-то недодал батюшке. Поп разозлился и крикнул ему: «Вот запишу сына твоего Полуэктом!» Когда переселялись сюда, создали сельхозартель, которую возглавил человек по фамилии Алексеев. Поэтому поселок и получил такое название. Во времена СССР тут был колхоз «Победа», где я работал и бригадиром, и заведующим током. Тогда в Алексеевке жили 200 человек, а 50 наших мужиков не вернулись с войны, – вспоминает единственный житель поселка.
В советский период посёлок входил в состав колхоза «Победа».
До 13 апреля 2015 года посёлок Алексеевка входил в состав упразднённого Красноновского сельского поселения.

## Население
| 2000 | 2005 | 2010 |
| ---- | ---- | ---- |
| 19   | →19  | →19  |

В 2017 году единственный житель Алексеевки, 86-летний Иван Паневин, который там родился и прожил всю жизнь.